# Peter Watts

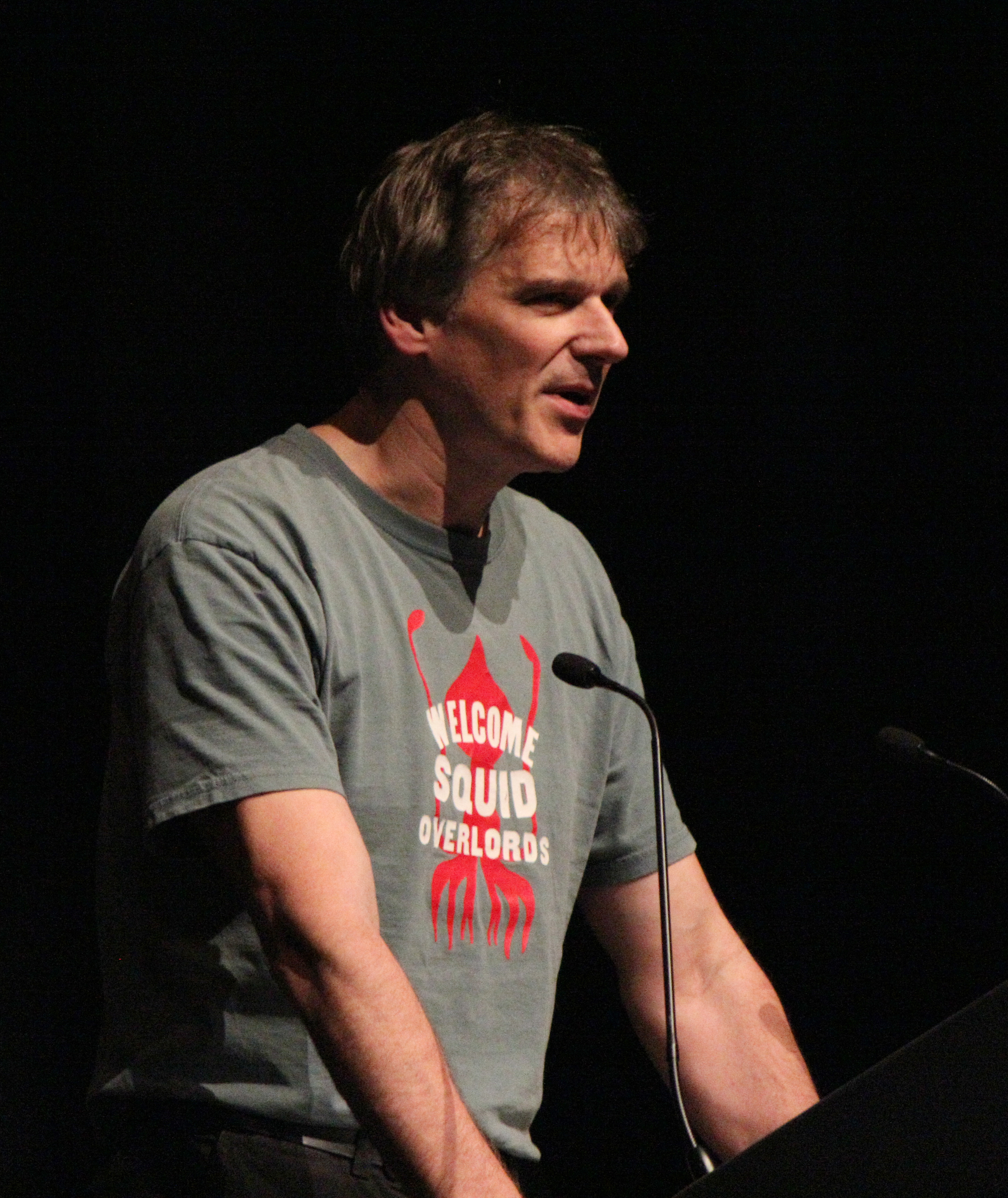
Peter Watts im Rahmen seiner Rede bei den Hugo-Awards 2010

Peter Watts (* 1958 in Calgary) ist ein kanadischer Science-Fiction-Schriftsteller und promovierter Meeresbiologe. Er hat fünf seiner bisher veröffentlichten Romane unter eine freie Creative-Commons-Lizenz gestellt.

## Werdegang
Watts studierte Meeresbiologie an der University of Guelph, wo er 1980 den Bachelor- und 1983 den Masterabschluss erwarb. 1991 promovierte er an der University of British Columbia.
Im Jahr 1999 veröffentlichte Watts seinen ersten Roman Abgrund (Originaltitel: Starfish), den er von einer eigenen, aus dem Jahr 1990 stammenden Kurzgeschichte adaptierte. Den Protagonisten dieses Romans, Lenie Clarke, ließ Watts auch in den drei folgenden Romanen wieder erscheinen. Die Romane können als Trilogie aufgefasst werden und werden häufig als die Rifters-Trilogie bezeichnet. Während in der englischen Originalfassung die Titel βehemoth: β-Max und βehemoth: Seppuku in zwei Bänden veröffentlicht wurden, wurden sie vom Heyne Verlag in der deutschsprachigen Fassung in einem Band unter dem Titel Wellen veröffentlicht.
Im Jahr 2006 folgte schließlich Watts’ Roman Blindflug (Original: Blindsight), der in keinem inhaltlichen Zusammenhang mit seinen zuvor veröffentlichten Werken steht. Blindflug wurde für den Hugo-Award nominiert. 2010 erhielt Watts schließlich den Hugo-Award für seine Kurzgeschichte The Island. 2014 wurde der Nachfolger Echopraxia veröffentlicht.
Watts’ Werke werden von Sara Riffel ins Deutsche übersetzt. Sie erhielt 2009 den Kurd-Laßwitz-Preis für die Beste Übersetzung des Jahres für die deutsche Fassung von Blindflug.

## Auszeichnungen und Ehrungen
- 2007: Nominierung für den Hugo Award von Blindflug als Bester Roman
- 2010: Hugo Award für The Island als Beste Erzählung
- 2010: Grand Prix de l’Imaginaire für Blindsight als beste Übersetzung
- 2011: Shirley Jackson Award für The Things
- 2014: Seiun Award für Blindsight

## Werke
Blindflug erschien als erster Roman auf Deutsch. Die Bände der im Original vorher erschienenen Romane der Rifters-Trilogie erschienen in Deutschland danach und tragen auf dem Cover die Aufschrift „Der Autor von »Blindflug«“.

### Rifters
Alle übersetzt von Sara Riffel.
- Starfish, Tor 1999, ISBN 0-312-86855-3
  - Abgrund, Heyne Verlag, 2008, ISBN 978-3-453-52446-0
- Maelstrom, Tor 2001, ISBN 0-312-87806-0
  - Mahlstrom Heyne Verlag, 2009, ISBN 978-3-453-52508-5
- Behemoth: ß-Max, Tor 2004, ISBN 0-7653-0721-9
  - Wellen Heyne Verlag, 2009, ISBN 978-3-453-52565-8
- Behemoth: Seppuku, Tor 2005, ISBN 0-7653-1172-0

### Blindsight / Firefall
- Blindsight, Tor 2006, ISBN 0-7653-1218-2
  - Blindflug, Heyne Verlag, 2008, Übersetzerin Sara Riffel, ISBN 978-3-453-52364-7
- Echopraxia, Tor 2014, ISBN 978-0-7653-2802-1
  - Echopraxia, Heyne Verlag, 2015, Übersetzerin Birgit Herden, ISBN 978-3-453-52807-9

### Crysis
- Crysis: Legion, Del Rey / Ballantine 2011, ISBN 978-0-345-52678-6